# El misteri d'Oberwald
El misteri d'Oberwald (títol original en italià Il mistero di Oberwald) és una pel·lícula dramàtica de televisió italo-alemanya del 1980 dirigida per Michelangelo Antonioni i protagonitzada per Monica Vitti, Paolo Bonacelli, and Franco Branciaroli. Es basa en l'obra de 1946 L'Aigle à deux têtes de Jean Cocteau. Ha estat doblada al català.

## Argument
En un estat d'Europa central sense nom al segle XIX, la reina governant ha estat de dol i s'amaga del públic des de l'assassinat del seu marit, el rei Frederic, fa deu anys. Canviant constantment de residència, només l'acompanyen la seva lectora i cambrera Edith, el seu servent personal Tony i el lleial duc de Willenstein. Durant la seva estada al castell d'Oberwald, el jove poeta radical Sebastian irromp a la seva cambra amb la intenció de matar-la, però es desmaia a causa d'una ferida infligida durant la fugida de la policia. La reina se sorprèn per la semblança entre l'intrus i el seu difunt marit, i descobreix que és l'autor d'un poema subversiu que li agradava, tot i que l'estava atacant. Ella desafia a Sebastià a matar-la, prometent que, si no, el matarà. El porta a la seva llar, i pretén que ell sigui el seu nou lector, amagant la seva veritable identitat. Acusa l'Edith d'espiar-la i la fa detenir.

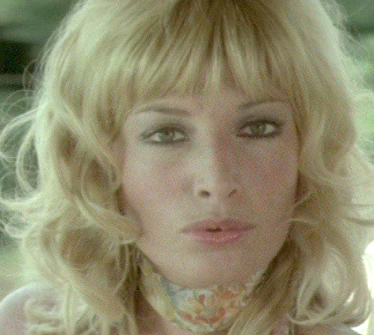
Monica Vitti és la reina

Mentre passegen per la finca d'Oberwald l'endemà, Sebastian i la reina reconeixen que s'han enamorat l'un de l'altre. Quan li diu a Sebastià que està sent dominada per la seva sogra, i que el comte de Foehn, el cap de la policia, té l'ambició d'accedir al tron, en Sebastian la convenç perquè mostri presència a la capital i actuï com a sobirana. El comte de Foehn, després d'haver sentit parlar de les intencions de la reina de tornar a la capital i sabent que en Sebastian és el fugitiu buscat, fa xantatge a Sebastian perquè la dissuadeix dels seus plans. Sebastià rebutja i pren un verí d'acció lenta. La reina, furiosa perquè Sebastian no la va matar primer com ella li havia demanat, declara que havia conspirat amb el comte von Foehn contra ell. En un atac de ràbia, Sebastian dispara a la reina i després s'ensorra. La reina moribunda confessa que ella va inventar la trama perquè compleixi la seva promesa i que encara l'estima.

## Repartiment
- Monica Vitti com a reina
- Paolo Bonacelli com a comte de Foehn
- Franco Branciaroli com a Sebastian
- Elisabetta Pozzi com a Edith de Berg
- Luigi Diberti com a Fèlix, duc de Willenstein
- Amad Saha Alan com a Tony, el criat de la reina

## Producció i llançament
Antonioni havia estat abordat per la televisió italiana RAI amb la idea d'una pel·lícula rodada íntegrament amb equip de televisió, que alhora reuniria el director amb la seva antiga estrella Monica Vitti, amb qui havia treballat per darrera vegada a Il deserto rosso (1964). Després d'abandonar la idea d'adaptar l'obra teatral de Jean Cocteau La voix humaine, que havia estat filmada anteriorment per Roberto Rossellini, Antonioni va optar per adaptar l'obra de Cocteau L'Aigle à deux têtes. Tot i ser crític amb Cocteau (a qui una vegada va anomenar "intel·ligent, fantasiós, però limitat"), i conscient del fet que l'havien contractat per a una obra per encàrrec, Antonioni tenia ganes d'experimentar amb un nou format tècnic. La pel·lícula es va rodar en equips de televisió en 64 dies, i Antonioni va manipular els colors de les imatges durant el procés de postproducció, i posteriorment es va transferir a pel·lícula de 35 mm. La partitura de la pel·lícula constava completament de composicions clàssiques de Richard Strauss, Johannes Brahms, i Arnold Schönberg.
El misteri d'Oberwald es va estrenar a la 37a Mostra Internacional de Cinema de Venècia el 3 de setembre de 1980. Es va projectar l'any següent al Festival de Cinema de Nova York el 30 de setembre de 1981. A Alemanya, país coproductor de la pel·lícula, es va emetre a la televisió per primera vegada l'any 1982, però mai no es va estrenar a les sales.

## Recepció
En el seu llançament, El misteri d'Oberwald va rebre crítiques diverses, acusant el seu director de trair la tradició realista del cinema italià o elogiant el seu coratge per afrontar nous reptes tècnics. Altres crítics van veure poc més que un exercici menor en un format inferior. Després de l'estrena de la pel·lícula a Venècia, el veredicte del crític alemany Hans-Christoph Blumenberg va ser el d'una interpretació "arbitrària" amb efectes de color que queda molt enrere dels experiments anteriors d'Antonioni a Il deserto rosso i Blow-Up, i l'únic mèrit del qual era l'actuació excepcional de Vitti. A la seva ressenya de 1981 a The New York Times, Vincent Canby va descriure l'ús de tècniques de color de vídeo com un simple intent de donar una aparença dramàtica a una "narrativa bastant convencional". El 1982 Dave Kehr va arribar a una conclusió menys negativa, afirmant que, tot i que Antonioni finalment no havia aconseguit una estètica completament desenvolupada en el nou vídeo mitjà, s'hauria de tenir en compte el caràcter exploratori de la pel·lícula.

## Premis
El 1982 El misteri d'Oberwald va rebre el Nastro d'Argento del Sindicat Nacional italià de Periodistes de Cinema pels seus efectes visuals electrònics.